# Иктидомисы
Иктидомисы (Ictidomys) — это род из трибы наземных беличьих Marmotini, представленный в фауне Северной Америке тремя видами.

## Описание

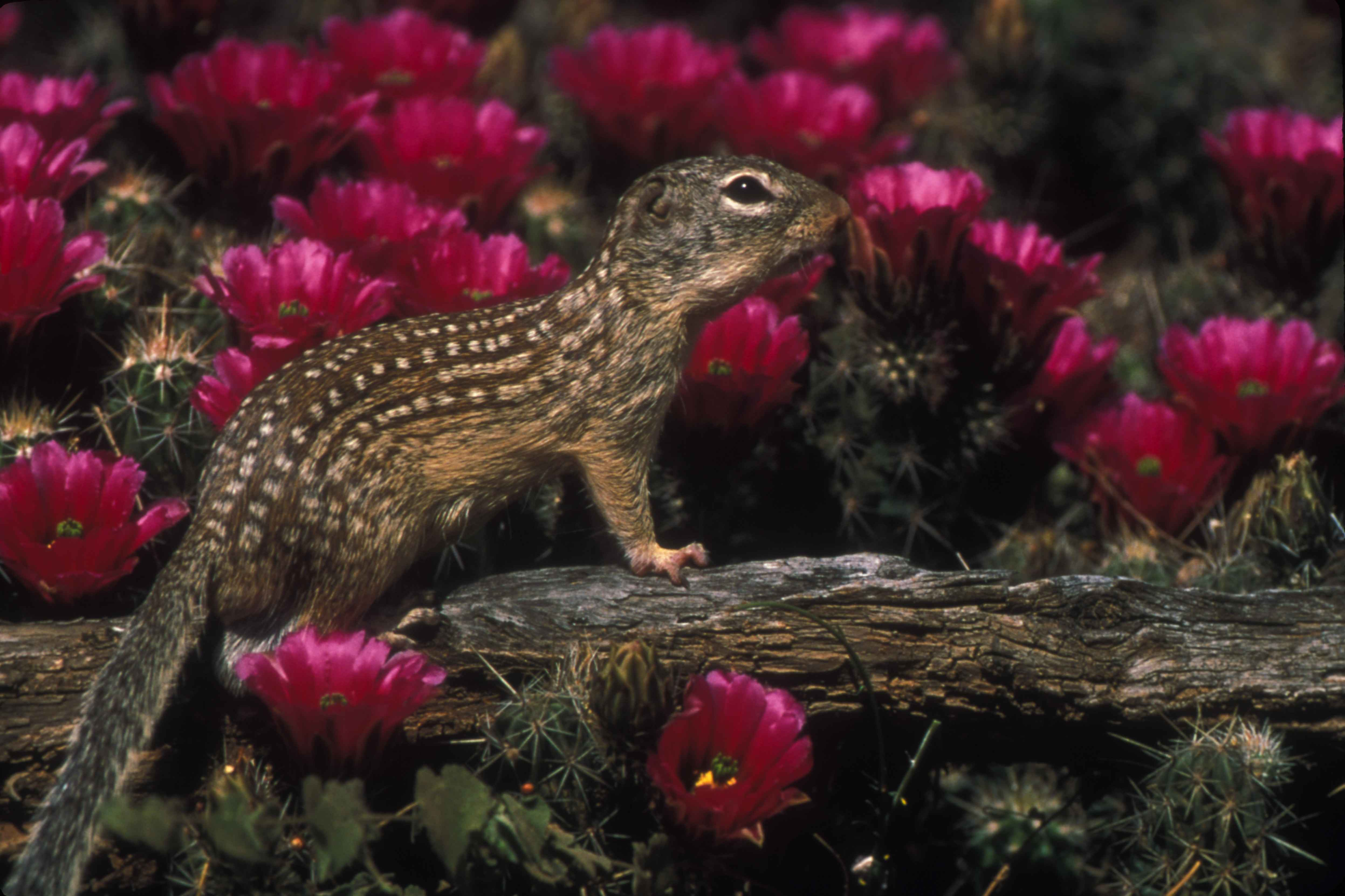
Мексиканский суслик (Ictidomys mexicanus)

Представители этого рода — суслики среднего размера, длина туловища у них от 26,5 до 31,3 сантиметра. Хвост средней длины, пушистый, со светлыми волосами на концах. Его длина составляет от 8 до 15 сантиметров, хвост по отношению к длине тела обычно составляет от 50 до 70%.  Ушные раковины относительно малы, их длина ушных - 6 до 12 миллиметров, длина стопы составляет от 35 до 46 миллиметров. Окраска спины от песочной до светло-коричневой, и у всех трёх видов от ушей по спине и шее проходят четко контрастирующие кремово-белые полосы и ряды пятен. Эти полосы обрамлены более тёмными линиями, окраска боков животных варьирует от песочной до серой. Мех обычно короткий и гладкий. У самок представителей рода Ictidomys от четырех до шести пар сосков.
Череп узкий со слегка изогнутой вниз носовой частью. Сильные резцы слегка направлены назад (офистодонтные). Сравнительно небольшие коренные зубы отделены от резцов четко вытянутой диастемой.  Слуховые барабаны относительно маленькие и сжатые с боков.

## Распространение
Род Ictidomys распространён в травянистых прериях центрально-западной части Северной Америки от юга Канады до Мексики, при этом ареалы отдельных видов частично перекрываются. Ареал тринадцатиполосого суслика простирается к югу по Великим равнинам от южной Канады, северо-востока Юты и Огайо до Техаса и Нью-Мексико. Ictidomys parvidens встречается на юге Великих равнин от юго-востока Нью-Мексико через западный Техас до северо-востока Мексики. На территориях, где ареалы двух видов перекрываются,  может происходить спаривание и естественная гибридизация, но эти территории по плозади очень  ограничены. Мексиканский суслик обитает в центральной части Мексики.
Высота распространения вида составляет от 200 до 3000 метров.

## Образ жизни
Виды рода обитают в сходных местообитаниях, предпочитая  песчаные прерии с кустарниками. Хотя в основном они адаптированы к этим местам обитания, все три вида могут также жить в антропогенных ландшафтах и могут быть обнаружены в пределах их ареала вдоль дорог, на кладбищах, в небольших городах и на полях для гольфа; некоторые предполагают, что тенденция к этому усилилась в результате деятельности человека. Они всеядны и питаются в основном насекомыми и личинками насекомых, семенами, листьями и травами.

## Систематика
Ictidomys — это род семейства Беличьих, где они входят в подсемейство наземных белок (Xerinae). Первое научное описание было сделано Джоэлем Азафом Алленом в 1877 году. Тринадцатиполосый суслик был выделен в качестве типового вида. Позднее виды рода Ictidomys были отнесены к сусликам (Spermophilus sensu lato) вместе с другими видами, которые теперь рассматриваются, как представители отдельных родов.
В 2004 голу с помощью молекулярно-биологических  данныхи было подтверждено, что Ictidomys является монофилетической группой и повторно возведён в ранг рода. Он, вероятно, образует сестринскую группу к кладе, состоящей из суслика Франклина (Poliocitellus franklinii), луговых собачек (Cynomys), а также рода Xerospermophilus.
Известны три вида этого рода:
- Тринадцатиполосый суслик (Ictidomys tridecemlineatus) в прериях США и Канады.
- Ictidomys parvidens на северо-востоке Мексики, Нью-Мексико и Техасе. В 2005 году P. Хоффманн рассматривал эту форму как подвид Ictidomys mexicanus[5].
- Мексиканский суслик (Ictidomys mexicanus)  в центральной Мексике

Название «Иктидомис» происходит от греческих терминов, обозначающих ласка и мышь, что означает в переводе что-то вроде «ласки-мыши» и предназначено для обозначения стройной, похожей на ласку формы. этих животных.

## Угрозы и охрана
Международный союз охраны природы и природных ресурсов (МСОП) классифицирует тринадцатиполосого, мексиканского сусликов,  как не находящихся под угрозой исчезновения из-за их сравнительно больших ареалов и стабильных численностей ( "Вызывает наименьшее беспокойство").